# Клејтон (Њу Џерзи)
Клејтон (енгл. Clayton) град је у америчкој савезној држави Њу Џерзи.

## Демографија
По попису из 2010. године број становника је 8.179, што је 1.04 (14,6%) становника више него 2000. године.
| Група             | 2000.         | 2010.         |
| Белци             | 5.554 (77,8%) | 5.876 (71,8%) |
| Афроамериканци    | 1.146 (16,1%) | 1.473 (18,0%) |
| Азијати           | 47 (0,7%)     | 147 (1,8%)    |
| Хиспаноамериканци | 234 (3,3%)    | 487 (6,0%)    |
| Укупно            | 7.139         | 8.179         |